# Sweden Hockey Games
Les Sweden Hockey Games sont un tournoi annuel de hockey sur glace. Il se déroule en Suède. 
Le tournoi est créé sous le nom de Sweden Hockey Games (SHG). Son nom est LG Hockey Games de 2006 à 2011 en raison de son sponsor LG Electronics. Son nom est Oddset Hockey Games de 2012 à 2014 en raison de son sponsor Oddset. 
Le tournoi a débuté en 1996-1997 dans le cadre de l'Euro Hockey Tour (EHT) qui voit s'affronter la Suède, la Finlande, la République tchèque et la Russie.

## Palmarès
| Année | Vainqueur        | Deuxième | Troisième       | Quatrième       | Cinquième |
| ----- | ---------------- | -------- | --------------- | --------------- | --------- |
| 1991  | Union soviétique | Suède    | Finlande        | Tchécoslovaquie | -         |
| 1992  | Canada           | Russie*  | Tchécoslovaquie | Suède           | -         |
| 1993  | Suède            | Tchéquie | Russie          | Canada          | -         |
| 1994  | Tchéquie         | Suède    | Canada          | Russie          | -         |
| 1995  | Suède            | Russie   | Tchéquie        | Canada          | -         |
| 1996  | Suède            | Tchéquie | Russie          | Canada          | -         |
| 1997  | Finlande         | Suède    | Russie          | Canada          | Tchéquie  |
| 1998  | Suède            | Tchéquie | Finlande        | Russie          | Canada    |
| 1999  | Finlande         | Suède    | Canada          | Tchéquie        | Russie    |
| 2000  | Finlande         | Tchéquie | Canada          | Russie          | Suède     |
| 2001  | Suède            | Finlande | Canada          | Tchéquie        | Russie    |
| 2002  | Suède            | Tchéquie | Finlande        | Russie          | Canada    |
| 2003  | Russie           | Suède    | Canada          | Finlande        | Tchéquie  |
| 2004  | Suède            | Tchéquie | Russie          | Finlande        | -         |
| 2005  | Suède            | Tchéquie | Russie          | Finlande        | -         |
| 2006  | Russie           | Finlande | Suède           | Tchéquie        | -         |
| 2007  | Suède            | Russie   | Tchéquie        | Finlande        | -         |
| 2008  | Russie           | Finlande | Suède           | Tchéquie        | -         |
| 2009  | Suède            | Russie   | Finlande        | Tchéquie        | -         |
| 2010  | Finlande         | Tchéquie | Russie          | Suède           | -         |
| 2011  | Suède            | Russie   | Finlande        | Tchéquie        | -         |
| 2012  | Suède            | Tchéquie | Russie          | Finlande        | -         |
| 2013  | Finlande         | Tchéquie | Russie          | Suède           | -         |
| 2014  | Finlande         | Suède    | Tchéquie        | Russie          | -         |
| 2017  | Russie           | Tchéquie | Suède           | Finlande        | -         |
| 2018  | Finlande         | Suède    | Russie          | Tchéquie        | -         |
| 2019  | Tchéquie         | Russie   | Suède           | Finlande        | -         |
| 2020  | Suède            | Tchéquie | Finlande        | Russie          | -         |
| 2021  | Russie           | Suède    | Finlande        | Tchéquie        | -         |
| 2022  | Tchéquie         | Suède    | Suisse          | Finlande        | -         |
| 2023  | Suède            | Finlande | Tchéquie        | Suisse          | -         |
| 2024  | Finlande         | Suède    | Tchéquie        | Suisse          | -         |
| 2025  | Finlande         | Tchéquie | Suisse          | Suède           | -         |

*  Russie* : Équipe de la Communauté des États indépendants, ex-URSS